# Наконечний Володимир Леонтієвич
Наконечний Володимир Леонтієвич (нар. 20 червня 1952, с. Талалаївка, Чернігівська область) — кандидат економічних наук; народний депутат України, член фракції Партії регіонів (з 11.2007), член Комітету з питань фінансів і банк. діяльності (з 12.2007).

## Життєпис
Народився 20 червня 1952 (с.Талалаївка, Ніжинський район, Чернігівська область) в селянській сім'ї.
Освіта
Донецький політехнічний інститут, енергетичний факультет (1978), інж.-електрик; кандидатська дисертація «Удосконалення інформаційного забезпечення управління виробничою сферою регіону» (1996).

## Політична діяльність
Народний депутат України 6 скликання з 11.2007 від Партії регіонів, № 158 в списку. На час виборів: нар. деп. України, член ПР.
Народний депутат України 5-го скликання з кінця травня 2006 року. Обраний від Партії регіонів. № 134 в списку. На час виборів: нар. деп. України, член ПР. член Комітету з питань фінансів і банківської діяльності (з 07.2006), член фракції Партії регіонів (з 05.2006).
Народний депутат України 4-го скликання з квітня 2002 по квітень 2006 від блоку «За єдину Україну!», № 32 в списку. На час виборів: 1-й заступник керівника Центрального апарату Партії регіонів, член Партії регіонів. член фракції «Єдина Україна» (05.-06.2002), уповноваж. пред. фракції «Регіони України» (06.2002-09.05), уповноваж. пред. фракції Партії регіонів «Регіони України» (з 09.2005), член Комітету з питань культури і духовності (з 06.2002).
По закінченню СШ працював слюсарем-складальником на «Рудоремзаводі». 1970-72 — служба в армії. 1972-73 — лаборант, 1973-78 — студент, 1978-82 — голова профспілки, Донецький політехнічний інститут. 1982-84 — заступник начальника, Державна автомобільна інспекція м. Донецька. 1984-93 — інструктор, нач. відділу, нач. управління, Донец. облвиконком. 02.1993-03.95 — 1-й заст. глави, Донец. облдержадмін. 1994-95 — заст. голови з виконавчої роботи, Донец. облрада нар. деп. 1996-98 — консультант, громад. організація «Молодь XXI століття», м. Київ. 1999—2001 — директор законодавчого забезпечення, Фонд соціальних реформ, м. Київ. 2001-02 — 1-й заст. керівника центрального апарату, Партія регіонів. Був заст. голови Політвиконкому Партії регіонів (з 05.2003). Голова виконкому ЛПУ (01.1996-04.97).